# سيد إبراهيم علوي
سيد إبراهيم علوي خليل إبراهيم محسن أحمد (مواليد 25 أكتوبر 1997 في البحرين) هو لاعب كرة قدم بحريني يجيد اللعب في مركز المهاجم. يلعب حاليا لصالح الأهلي الذي ينافس في الدوري البحريني الممتاز منذ 2018.